# Comtés de l'État de l'Utah
Il existe 29 comtés dans l’État de l’Utah aux États-Unis.
16 de ces comtés ont un nom unique, tandis que 13 autres ont un ou plusieurs homonymes dans d’autres États de l’Union.
Liste des comtés :
- Beaver, créé en 1856.
- Box Elder, créé en 1856.
- Cache, créé en 1856.
- Carbon, créé en 1894, à partir d'une fraction du comté d'Emery.
- Daggett, créé en 1918, à partir d'une fraction du comté d'Uintah.
- Davis, créé en 1852.
- Duchesne, créé en 1915, à partir d'une fraction du comté de Wasatch.
- Emery, créé en 1880.
- Garfield, créé en 1882, à partir d'une fraction du comté d'Iron.
- Grand, créé en 1890, à partir d'une fraction du comté d'Emery.
- Iron, créé en 1852.
- Juab, créé en 1852.
- Kane, créé en 1864, à partir d'une fraction du comté de Washington.
- Millard, créé en 1852, à partir d'une fraction du comté d'Iron.
- Morgan, créé en 1862.
- Piute, créé en 1865, à partir d'une fraction du comté de Beaver.
- Rich, créé en 1868, à partir d'une fraction du comté de Cache. Appelé comté de Richland jusqu'en 1868.
- Salt Lake, créé en 1852. Appelé comté de Great Salt Lake jusqu'en 1868.
- San Juan, créé en 1880, à partir de fractions des comtés de Kane, Iron et Piute.
- Sanpete, créé en 1852.
- Sevier, créé en 1865, à partir d'une fraction du comté de Sanpete.
- Summit, créé en 1854.
- Tooele, créé en 1852.
- Uintah, créé en 1880.
- Utah, créé en 1852.
- Wasatch, créé en 1862.
- Washington, créé en 1852.
- Wayne, créé en 1892, à partir d'une fraction du comté de Piute.
- Weber, créé en 1852.